# فرودگاه هینتن–آلدرسن
فرودگاه هینتن-آلدرسن (به انگلیسی: Hinton-Alderson Airport) یک فرودگاه خصوصی است که یک باند فرود چمن دارد و طول باند آن ۸۲۰ متر است. این فرودگاه در کشور ایالات متحده آمریکا قرار دارد و در ارتفاع ۴۶۰ متری از سطح دریا واقع شده‌است.